# 4-马来酰乙酰乙酸
4-马来酰乙酰乙酸（英語：或，简称为马来酰乙酰乙酸）是一种酪氨酸降解的代谢中间产物，分子式为C8H8O6，由尿黑酸转化而来，再由马来酰乙酰乙酸异构酶转化为延胡索酰乙酰乙酸。